# Письмо девяноста девяти
Письмо девяноста девяти — коллективное открытое письмо, подписанное в 1968 году рядом известных советских математиков в защиту своего коллеги Александра Есенина-Вольпина, принудительно помещённого в психиатрическую больницу в связи с его диссидентской деятельностью. Письмо стало важным событием в истории как советской математики, так и правозащитного движения.

## Предыстория
Александр Есенин-Вольпин был активным диссидентом. С 1949 года он неоднократно арестовывался органами госбезопасности и насильственно помещался в психиатрические лечебные учреждения. 5 декабря 1965 года в День Конституции Александр Сергеевич организовал митинг на Пушкинской площади в Москве с требованием гласного и открытого суда над писателями Андреем Синявским и Юлием Даниэлем, арестованными за публикацию их книг за границей. Он постоянно находился под наблюдением КГБ. КГБ специально настаивал на недопущении участия Есенина-Вольпина в Международном математическом конгрессе, проходившем в Москве 16 августа 1966 года, опасаясь передачи с его стороны неприятной для властей информации иностранным участникам конгресса.

## Принудительная госпитализация
14 февраля 1968 года Александр Есенин-Вольпин «по распоряжению главного психиатра г. Москвы» И. К. Янушевского был насильственно госпитализирован. В «Хронике текущих событий» отмечалось, что госпитализация была незаконной, поскольку такой вид медицинской помощи мог назначаться только судом. Кроме того, была нарушена инструкция «О неотложной госпитализации психически больных, представляющих общественную опасность», поскольку согласно ей родные госпитализированного должны были быть извещены, а по прибытии в больницу в течение 24 часов направленного должна осмотреть комиссия из трёх человек. Ни того, ни другого сделано не было.
Профессор Дмитрий Фукс считает, что изоляция Есенина-Вольпина была приурочена к приближающейся 15-й годовщине смерти Сталина (5 марта). Профессор Юлий Ильяшенко пишет, что госпитализация была ответом на требование Есенина-Вольпина допустить его на судебный процесс над Даниэлем и Синявским.

## Публичный протест
Министру здравоохранения СССР,
Генеральному Прокурору СССР
Копия: Главному психиатру г. Москвы
Нам стало известно, что крупный советский математик, известный специалист в области математической логики Александр Сергеевич Есенин-Вольпин был насильственно, без предварительного медицинского обследования, без ведома и согласия родных, помещён в психиатрическую больницу № 5 (станция Столбовая, 70 километров от Москвы).
Насильственное помещение в больницу для тяжёлых психических больных талантливого и вполне работоспособного математика, условия, в которые он по самому характеру этой больницы попал, тяжело травмируют его психику, вредят здоровью и унижают человеческое достоинство.
Исходя из гуманных целей нашего законодательства, и тем более здравоохранения, мы считаем этот факт грубым нарушением медицинских и правовых норм.
Мы просим срочно вмешаться и принять меры для того, чтобы наш коллега мог работать в нормальных условиях.
Друзья и коллеги Есенина-Вольпина к 9 марта собрали подписи под открытым письмом протеста к властям, которое стало известно как «Письмо девяноста девяти». На самом деле под письмом было собрано около 130 подписей, но отправлен был вариант с 99-ю.
По воспоминаниям Юлия Ильяшенко, среди организаторов письма были Александр Кронрод и Евгений Ландис, а первыми его подписали Израиль Гельфанд и Игорь Шафаревич. Жена диссидента Григория Подъяпольского Мария указывает в своих мемуарах, что «мысль о написании такого открытого письма принадлежит Ирине Кристи, литературно письмо оформил Юрий Айхенвальд. Ирина Кристи и Акива Яглом были самыми активными собирателями подписей».
Письмо было направлено министру здравоохранения СССР, генеральному прокурору СССР, копия — главному психиатру Москвы. Оно было также опубликовано на Западе (в частности, «Нью-Йорк Таймс» и транслировалось радиостанцией «Голос Америки»).
Обращение, в частности, подписали: академик Пётр Новиков (Есенин-Вольпин был его аспирантом), члены-корреспонденты АН СССР Израиль Гельфанд, Лазарь Люстерник, Андрей Марков, Дмитрий Меньшов, Сергей Новиков, Игорь Шафаревич, 31 доктор физико-математических наук и другие (в частности, Вадим Янков).
Уже после сбора подписей в письме была сделана приписка: «Ответ просим присылать по адресу: Москва-234, Ленинские Горы, Московский государственный университет имени Ломоносова, механико-математический факультет, на имя любого из числа подписавших это письмо». Сергей Новиков считает, что эта приписка подставляла под удар властей мехмат МГУ, выводя из-под него академические институты.
Не подписали коллективное письмо, но направили аналогичные письма от собственного имени ведущие советские математики академики Андрей Колмогоров и Павел Александров.
24 марта заявление с протестом против действий властей обнародовали мать и жена Есенина-Вольпина. При этом они отметили, что после публикации «письма 99» 16 марта Вольпин был переведён в более спокойное 32-е отделение больницы имени Кащенко при Институте психиатрии АМН СССР.
12 мая Есенин-Вольпин был выписан из психиатрической больницы после трёх месяцев принудительного лечения.
В России письмо было впервые опубликовано (с рядом неточностей и 96 подписями) в книге «А. С. Есенин-Вольпин. Философия. Логика. Поэзия. Защита прав человека: Избранное» в 1999 году.

## Последствия
Письмо стало крупной вехой во взаимоотношениях советских властей с математической общественностью. Многие из подписавших письмо подверглись репрессиям.
Так, академик Пётр Новиков был уволен с должности заведующего кафедрой в Московском государственном педагогическом институте.
Была разогнана лаборатория Александра Кронрода в Институте теоретической и экспериментальной физики. Потеряли работу доктор физико-математических наук лауреат Сталинской премии Наум Мейман, доктор физико-математических наук Исаак Яглом, преподаватель математики на филологическом факультете Московского университета Юрий Шиханович и многие другие.
Следствием письма стала смена руководства в советской математической науке и образовании, в первую очередь в МГУ. Владимир Арнольд назвал подписание письма событием, «перевернувшим математическую иерархию в России». Последующие события Ильяшенко называет «чёрным 20-летием мехмата МГУ».
Александр Даниэль и Виктор Финн считают, что насильственная госпитализация Есенина-Вольпина и борьба за его освобождение «стали заметным эпизодом в процессе становления правозащитного движения в СССР».

## Мнения и оценки
Впоследствии акция получила неоднозначные оценки как от участников событий, так и от исследователей. Так, профессор Юлий Ильяшенко писал, что, когда письмо принесли на подпись академику Петру Капице, он спросил: «Вы что хотите? Устроить шум или освободить Есенина-Вольпина? Если освободить, то я его вам освобожу. Если устроить шум, то я не с вами» — и письмо не подписал. Аналогичные слова приписываются Владимиру Успенскому.
Сергей Новиков утверждает в воспоминаниях, что письмо было провокацией КГБ, что стало понятно лишь годы спустя. По мнению Новикова, исполнителем этой провокации была подруга Есенина-Вольпина Ирина Кристи, хотя он не исключает, что её могли использовать «втёмную».